# Aimée Delblanc
Aimée Louise Delblanc, född 26 december 1944, är en svensk översättare.
Aimée Delblanc var tidigare högskoleadjunkt vid Södertörns högskola, där hon undervisade i litterär översättning. Hon var under en tid bosatt i Berlin, där hon bland annat undervisade i svenska på universitetsnivå.
Bland hennes översättningar från tyska märks verk av Günter Wallraff, Sabine Deitmer, Bernhard Schlink, Petra Hammesfahr och 2004 års nobelpristagare Elfriede Jelinek.

## Priser och utmärkelser
- 2010 – Albert Bonniers 100-årsminne
- 2014 – De Nios översättarpris
- 2017 – Svenska Akademiens översättarpris
- 2018 – Förbundsrepubliken Tysklands förtjänstorden